# Libro Font
Libro Font è un'applicazione prodotta dalla Apple Inc. Si tratta di un font manager incluso con macOS dalla versione 10.3 (Panther).
Libro Font si trova nel percorso /Applications/Font Book.app.

## Funzioni
Si apre automaticamente ogni volta che l'utente apre un nuovo file .otf o .ttf. L'utente può visualizzare il font e installarlo, dopodiché il font viene copiato in una cartella contenente tutti font installati dall'utente per poi essere usato da tutte le altre applicazioni.
Può anche essere utilizzato per visualizzare tutti i font installati.
Il software permette all'utente anche di:
- Raggruppare i font in raccolte, che possono essere poi usate nei programmi Cocoa;
- Vedere i dettagli dei font, come il nome del designer;
- Attivare/disattivare singoli font o raccolte;
- Controllare l'integrità dei file contenenti i font;
- Esportare raccolte di font per essere usate su un altro computer.

Non è disponibile alcun strumento per modificare i font, nemmeno per modificarne le proprietà. 
Nel periodo 2003-2007, Font Book di Apple è stato oggetto di critiche per l'incapacità di convalidare e attivare automaticamente i font. Queste funzioni sono state aggiunte a Font Book con il rilascio di Mac OS X Leopard.